# 联合国安全理事会第1675号决议
《联合国安理会1675号决议》是2006年4月28日在联合国安全理事会第5431次会议通过的。这个决议是关于西撒哈拉局势的。会议由中国的王光亚主持，安理会的15个国家全部投了赞成票。
这个决议的草案是法国、西班牙、俄罗斯、英国和美国提交的。
决议决定将联合国西撒哈拉全民投票特派团（西撒特派团）的任务期限延至2006年10月31日，并要求各方停火，实行自决。呼吁各方和该区域各国继续同联合国充分合作，结束当前的僵局，在谋求政治解决方面取得进展。还呼吁各会员国自愿捐款，以让失散的家庭团聚。

## 相关决议
- 联合国安理会1495号决议
- 联合国安理会1541号决议
- 联合国安理会1634号决议